# Clemens Nachtmann
Clemens Nachtmann (* 1965 in Neustadt an der Waldnaab) ist ein in Österreich und Deutschland lebender Universitätsprofessor für Harmonielehre und Kontrapunkt, Komponist und Autor. 

## Leben
Nachtmann studierte in München und in Berlin Politikwissenschaft u. a. bei Johannes Agnoli sowie in den 1980er Jahren Komposition und Musiktheorie bei Wilhelm Killmayer, in den 1990er Jahren bei Friedrich Goldmann, Gösta Neuwirth und Hartmut Fladt. Er war Autor der Zeitschrift Bahamas, der Wochenzeitung Jungle World. und des Schweizer Monat und ist nun Autor des seit Anfang 2024 erscheinenden Magazin Casa|Blanca.
Nach einem langjährigen Aufenthalt in Berlin zog Nachtmann 2004 nach Graz, wo er zunächst ein Aufbaustudium in Komposition bei Beat Furrer im Rahmen eines DAAD-Postgraduiertenstipendiums absolvierte und ab 2005 an der Kunstuniversität Graz Musiktheorie und Gehörbildung unterrichtete. Dort ist er seit März 2019 Universitätsprofessor für Harmonielehre und Kontrapunkt. Für seine künstlerische Arbeit erhielt er zahlreiche Preise und Auszeichnungen wie das Kompositionsstipendium des Berliner Senats, den Boris-Blacher-Preis für Komposition der Neuen Musik 2004, den zweiten Preis beim Gustav-Mahler-Kompositionspreis der Stadt Klagenfurt 2008 und das Stipendium für einen Aufenthalt im Schleswig-Holsteinischen Künstlerhaus Eckernförde im Herbst 2010. Viele seiner Kompositionen wurden im österreichischen und deutschen Rundkfunk ausgestrahlt.

## Positionen
In Beiträgen für die Zeitschrift Bahamas, zu deren Redaktion er gehörte, hat Nachtmann u. a. den akademischen Antirassismus und die Critical-Whiteness-Forschung einer scharfen Kritik unterworfen. Außerdem hat er sich in politischen Schriften, die u. a. im Ça-Ira-Verlag erschienen sind, immer wieder mit dem Begriff des deutschen Volksstaats im Vergleich mit anderen Formen westlicher Staatlichkeit beschäftigt.

## Mitgliedschaften
- Clemens Nachtmann ist Mitglied im Netzwerk Wissenschaftsfreiheit.[8]